# یواس‌اس کیبل (ای‌آراس-۱۹)
یواس‌اس کیبل (ای‌آراس-۱۹) (به انگلیسی: USS Cable (ARS-19)) یک کشتی بود که طول آن ۲۱۳ فوت ۶ اینچ (۶۵٫۰۷ متر) بود. این کشتی در سال ۱۹۴۳ ساخته شد.